# Baseball na Letnich Igrzyskach Olimpijskich 1964
Wynik meczu pokazowego baseballu rozegranego podczas Letnich IO w Tokio. Rozegrano mecz pomiędzy amerykańskim zespołem College'u Baseballowego z MLB i Amatorską drużyną All-Star Japonii. Wygrała drużyna Amerykańskiego College'u pokonując drużynę All-Star Japonii 6-2.

## Rezultat meczu
Amerykański College Baseballowy MLB —  Amatorska Drużyna "All-Star" Japonii 6:2